# Xanthisthisa nigrocumulata
Xanthisthisa nigrocumulata là một loài bướm đêm trong họ Geometridae.